# Elián Herrera Vásquez
Elian Herrera (Cagua, 4 de enero de 1991) es una modelo y reina de belleza venezolana concursante del Miss Venezuela 2012, donde representó al estado Aragua y se llevó el título de Miss Venezuela Internacional, ganando así la oportunidad de representar dicho país en el Miss Internacional 2013.

## Miss Internacional 2013
Como parte de sus obligaciones como Miss Venezuela Internacional, Elian tuvo el derecho de representar su país en el Miss Internacional 2013, donde compitió con otras 71 candidatas de diversas partes del mundo por la corona que hasta el momento la ostentaba la japonesa Ikumi Yoshimatsu, sin embargo no clasificó al cuadro de finalistas. Dicho evento se llevó a cabo en la ciudad de Tokio, Japón.